# Salon de l'automobile de Londres
Le salon de l'automobile de Londres est un salon automobile organisé régulièrement de 1903 à 2008. De 1903 à 1974, le salon se tient à Londres au Crystal Palace, à l'Olympia puis au Earls Court avant de déménager à Birmingham de 1976 à 2004, puis de revenir à Londres au ExCeL. Réinstauré en 2016 le salon se tient au Battersea Park, puis à partir de 2018 retrouve l'ExCeL.

## Historique du salon
Le premier salon de l'automobile en Grande-Bretagne a eu lieu à South Kensington en 1896 parrainé par le Lawson's Motor Car Club. Le premier salon de l'automobile britannique est organisé par la Society of Motor Manufacturers and Traders (SMMT) en 1903 et se tient au Crystal Palace de Londres. Cette même année le Motor Car Act de 1903 porte la limite de vitesse de 14 miles par heure (23 km/h) à 20 miles par heure (32 km/h) permettant le développement de l'industrie de l'automobile au Royaume-Uni, limitée depuis le Locomotive Act de 1865. 
Après l'événement de 1903, le salon se tient à l'Olympia de Londres, pendant les 32 années suivantes avant de déménager au Earls Court à partir de 1937 jusqu'en 1976. Seule la Seconde Guerre mondiale empêcha la tenue du salon.
À partir de 1976, l'évènement devient biannuel et se tient au National Exhibition Centre de Birmingham. En 2004, le salon se déroule en mai, alors que traditionnellement il se tenait en octobre, pour éviter la simultanéité avec le Mondial de l'automobile de Paris. 
Les éditions de juillet 2006 et juillet 2008 reviennent à Londres au ExCeL. À la suite de la crise économique de 2008, les éditions 2010 et 2012 sont annulées.
Le 5 décembre 2014, le prince Michael de Kent, cousin de la reine Élisabeth II, annonce que le désormais « salon de l'automobile de Londres » (en anglais, « London Motor Show ») se tiendra en mai 2016, au Battersea Park. Depuis 2018, le salon se déroule à nouveau à l'ExCeL.

## Présentation en Première mondiale
- 1950 : Armstrong Siddeley limousine
- 1974 : Lotus Esprit, Lotus Eclat, Panther De Ville
- 2006 : Land Rover Freelander
- 2008 : Alfa Romeo MiTo

## Présentation en Première européenne
- 2006 : Chrysler Sebring sedan, Dodge Nitro, Mazda BT-50, Mitsubishi i